# Amsonia

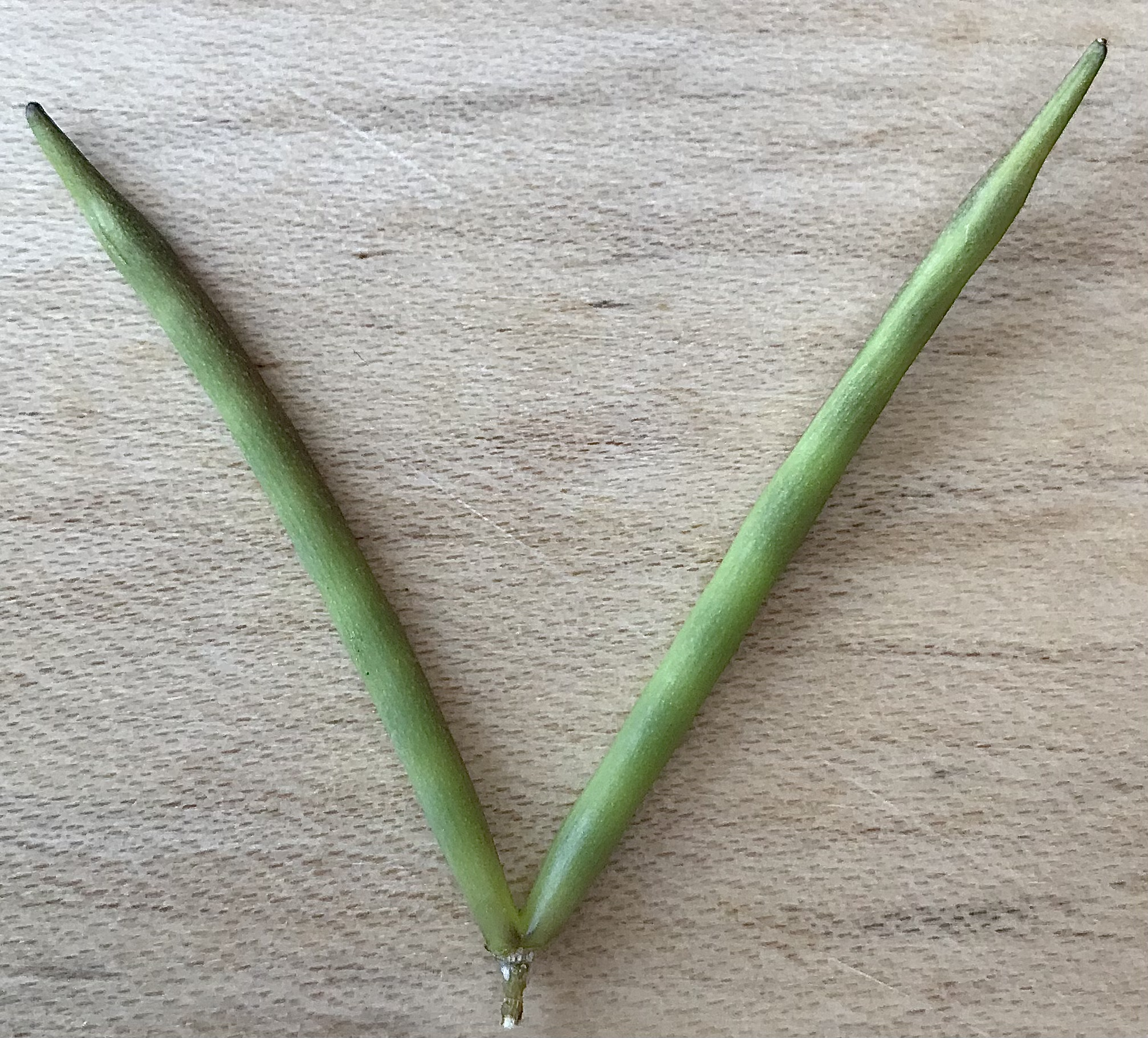
Frutos: folículos emparejados de Amsonia tabernaemontana (separado de la planta para facilitar la visualización)

Amsonia es un género de fanerógamas de la familia Apocynaceae. Contiene 57 especies.

## Taxonomía
El género  fue descrito por Thomas Walter y publicado en Flora Caroliniana, secundum . . . 98. 1788.
Etimología
Amsonia: nombre genérico que fue otorgado en honor del botánico Charles Amson.
Está distribuido desde Península Balcánica en Europa hasta el este de Asia, en Norteamérica se encuentra en Estados Unidos y México.

## Especies seleccionadas
- Amsonia amsonia  (L.) Britton, 1894, nom. inval.
- Amsonia angustifolia (Aiton) Michx. 1803
- Amsonia arenaria Standl. 1913
- Amsonia arizonica A.Nelson 1931
- Amsonia biformis A.Nelson 1945
- Amsonia brevifolia A.Gray 1877
- Amsonia ciliata Walter 1788
- Amsonia fugatei S.P.McLaughlin 1985
- Amsonia rigida Shuttlew. ex Small
- Amsonia texana A.Heller